# Savcılıkurutlu, Kaman
Savcılıkurutlu là một xã thuộc huyện Kaman, tỉnh Kırşehir, Thổ Nhĩ Kỳ. Dân số thời điểm năm 2010 là 287 người.